# Ammanagi, Hukeri
Ammanagi là một làng thuộc tehsil Hukeri, huyện Belgaum, bang Karnataka, Ấn Độ.